# TV 2
 For alternative betydninger, se TV2. (Se også artikler, som begynder med TV2)
 Ikke at forveksle med DR2.
TV 2 er en dansk tv-kanal, der drives af public service-tv-stationen TV 2 Danmark. Den dyster med den DR-ejede DR1 om at være Danmarks mest sete tv-kanal.
Tv-kanalen blev etableret ved en lovændring i 1986 for at bryde DR’s monopol. Kanalen begyndte udsendelser 1. oktober 1988, og opnåede hurtig popularitet i befolkningen. Allerede efter tre år overgik kanalen DR i seertal.
Før TV 2 Zulu blev lanceret 15. oktober 2000, var hovedkanalen TV 2 tv-stationen TV 2 Danmarks eneste tv-kanal.
Udsendelser fra TV 2 regnes for dansk kulturarv i forhold til dansk lov om pligtaflevering, og Det Kgl. Bibliotek har derfor siden 1. oktober 1988 indsamlet sendefladen fra kanalen for at kunne bevare udsendelserne for eftertiden. Efter indsamling er de sendte udsendelser en del af Statens Mediesamling.

## Ledelse
Jørgen Schleimann var den første administrerende direktør og derudover første programchef for TV 2 fra 1987 til 1992.
Den 1. december 2007 blev Merete Eldrup ansat som direktør for TV 2. Den 29. januar 2019 meddelte Eldrup, at hun ville forlade posten som TV 2s direktør, når der var fundet en erstatning. Afløseren blev Anne Engdal Stig Christensen fra 2019.